# Rysianka (hala)
Rysianka – wielka polana w Beskidzie Żywiecko-Orawskim, położona na wschodnich i południowo-wschodnich zboczach Rysianki. Jej nazwa, podobnie jak nazwa szczytu, pochodzą od rysia. Polana rozciąga się na wysokości od ok. 1150 do 1260 m n.p.m., a więc jeszcze w zakresie wysokości zajmowanych w Beskidach Zachodnich przez regiel górny. Z tego powodu nie jest halą w sensie naturalnego piętra roślinnego w górach, a nazwa nawiązuje jedynie do funkcjonującego tu dawniej gospodarstwa pasterskiego.
Hala Rysianka jest jedną z najbardziej widokowych hal w Beskidach. Panorama z niej obejmuje m.in. Pilsko, Babią Górę, a przy dobrej pogodzie również Tatry i Małą Fatrę. W pobliżu hali znajduje się rezerwat Romanka, położony na stokach Romanki oraz rezerwat Pod Rysianką.
Hala Rysianka znajdujesię w granicach wsi Sopotnia Wielka w województwie śląskim, w powiecie żywieckim, w gminie Jeleśnia. W górnej części hali funkcjonuje Schronisko PTTK na Hali Rysiance, którego początki działalności sięgają 1937 roku.

## Szlaki piesze na Halę Rysiankę[5]
– z Sopotni Wielkiej Kolonii – 2 godz, 1:30 godz.
  – z Sopotni Małej przez Romankę – 4 godz, 3:10 godz.
 – z Żabnicy Skałki – 2 godz, 1:30 godz.
 – z Hali Boraczej przez Halę Lipowską – 2:15 godz, 1:45 godz.
 – ze Złatnej – 3:50 godz, 2:40 godz.
 – ze Złatnej, od schroniska obiektu Gawra – 1:30 godz, 0:50 godz.
 – z Trzech Kopców – 0:40 godz, 0:40 godz.